# Weinbau in Wettingen
Der Weinbau in Wettingen umfasst die Weinlagen der Gemeinde Wettingen im Kanton Aargau sowie deren professionelle Weinherstellung und Weinverkauf. Die 1951 dazu gegründete Weinbaugenossenschaft ist ein heute noch sichtbares Pfrund einer jahrhundertealten Tradition. Die Weinberge liegen ausschliesslich am Südwesthang der Lägern, der Limmat hingewandt.

## Geschichte

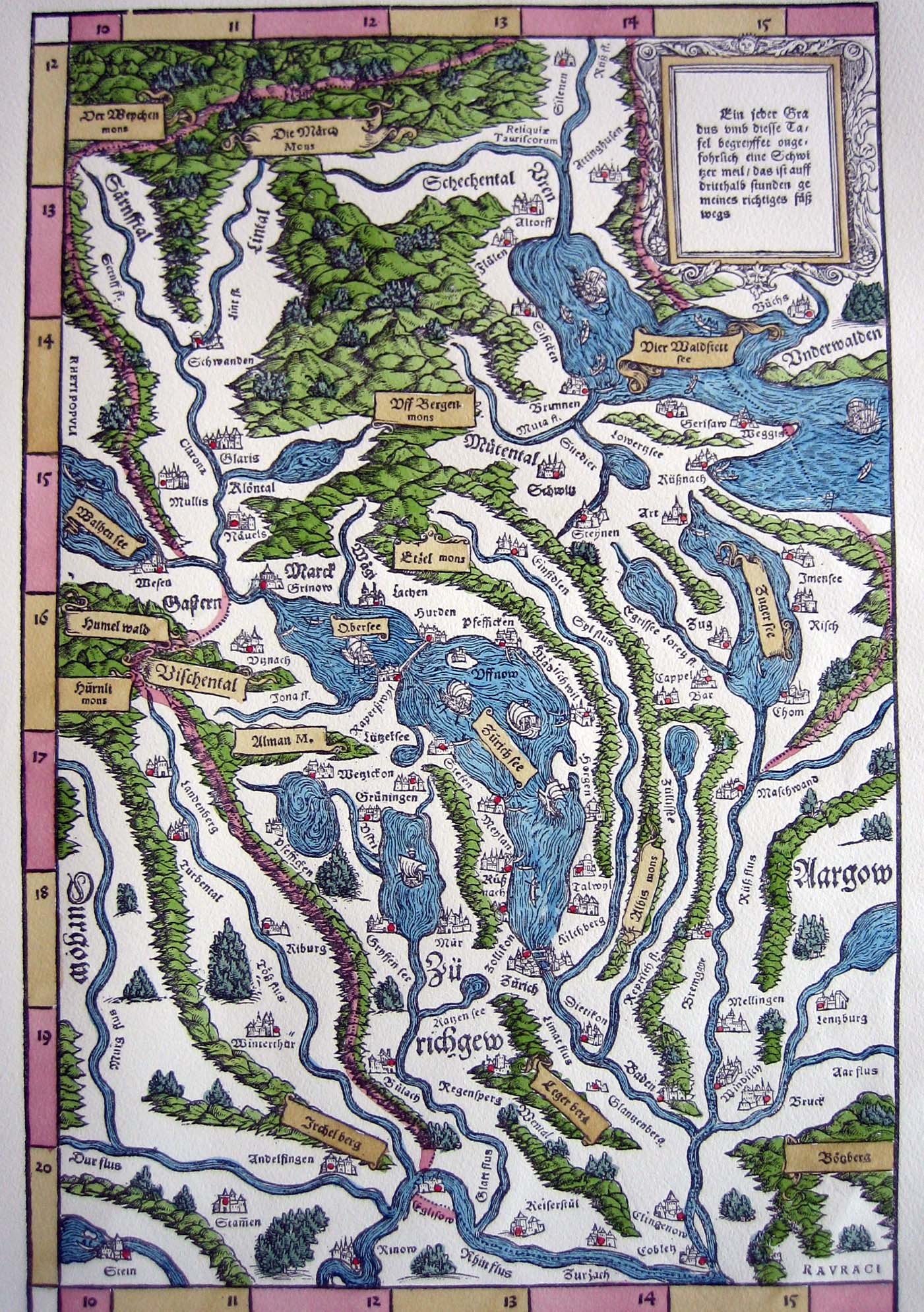
Zürichgau, Darstellung des 16. Jahrhunderts (Süden oben). Wettingen liegt am unteren Kartenrand am Fusse des „Legerberg“ (Glantzenberg)

Weinanbau wird in Wettingen seit alters her betrieben. Der Weinbauingenieur Hans Hasler (1895–1976) möchte «den Weinstock für unsere nördlichen Alpengegenden als einen Gefährten der römischen Kultur bezeichnen. Mit den Römern zog der Weinstock an die Südhänge unseres heutigen schweizerischen Mittellandes, sogar rheinabwärts nach Süd- und Mitteldeutschland.» Dabei räumt er im Abschnitt «Entwicklung und Stand des züricher Weinbaues» ein, dass lokal zuvor schon wilde Reben gewachsen wären, wie versteinerte Rebsamen in Tertiärschichten bewiesen. Er vermutet privatwirtschaftliche Nutzung einzelner Rebstöcke zum persönlichen Verzehr, nicht unbedingt bereits eine Weinproduktion.
Eine erste urkundliche Erwähnung zum Rebbau im Aargau findet sich im Jahr 1023. Am 22. Januar 1130 übergab Freiherr Lütold von Regensberg dem Abt von Kloster Einsiedeln neben anderen Gütern auch schriftlich erwähnte Weinberge, was belegt, dass die Kultivierung von Rebstöcken in der Umgebung von Weiningen und Fahr damals bereits gängige Praxis war.
In Wettingen steht der Weinanbau in enger Beziehung zum 1227 gegründeten Kloster Wettingen. Von den dortigen Zisterziensern ist der Spruch überliefert: «Die Klosterherren ze Wettingen, sie tranken gerne settigen.»: S. 4
Verschiedene Rechtsstreitigkeiten zum Lägernberg zwischen dem örtlichen Kloster und dem Kloster St. Blasien sowie den Kirchherren von Baden zeugen von der Bedeutung, die dieser Berg gehabt haben muss. Der Weinanbau erstreckte sich aber nicht wie heute nur entlang des Südhanges, er ging vom Schartenfels im Nordwesten bis zum äussersten Letten im Südosten, an der Südseite des vorgelagerten Sulpergs und der damals freien Fläche des «Wettinger Feldes» bis nahe an den Klosterbezirk. Zudem gab es auch Rebflächen in der Bernau gen Tägerhard unmittelbar an der Limmat.
Die grösste unter Bestand stehende Fläche wird für die Jahre 1830 bis 1880 vermutet. Für das Jahr 1860 wurden 85,32 ha gemessen, die auf 542 Parzellen und 262 Besitzer aufgeteilt waren. Die Reblausplage machte auch hier nicht halt. Ab 1905 befiel sie etwa die Hälfte der Anbaufläche.: S. 4
Bis 1957, also noch bei Gründung der Weinbaugenossenschaft, war ein Weinstock seit über 100 Jahren Bestandteil des Gemeindewappens von Wettingen.: S. 1

## Kultivierung

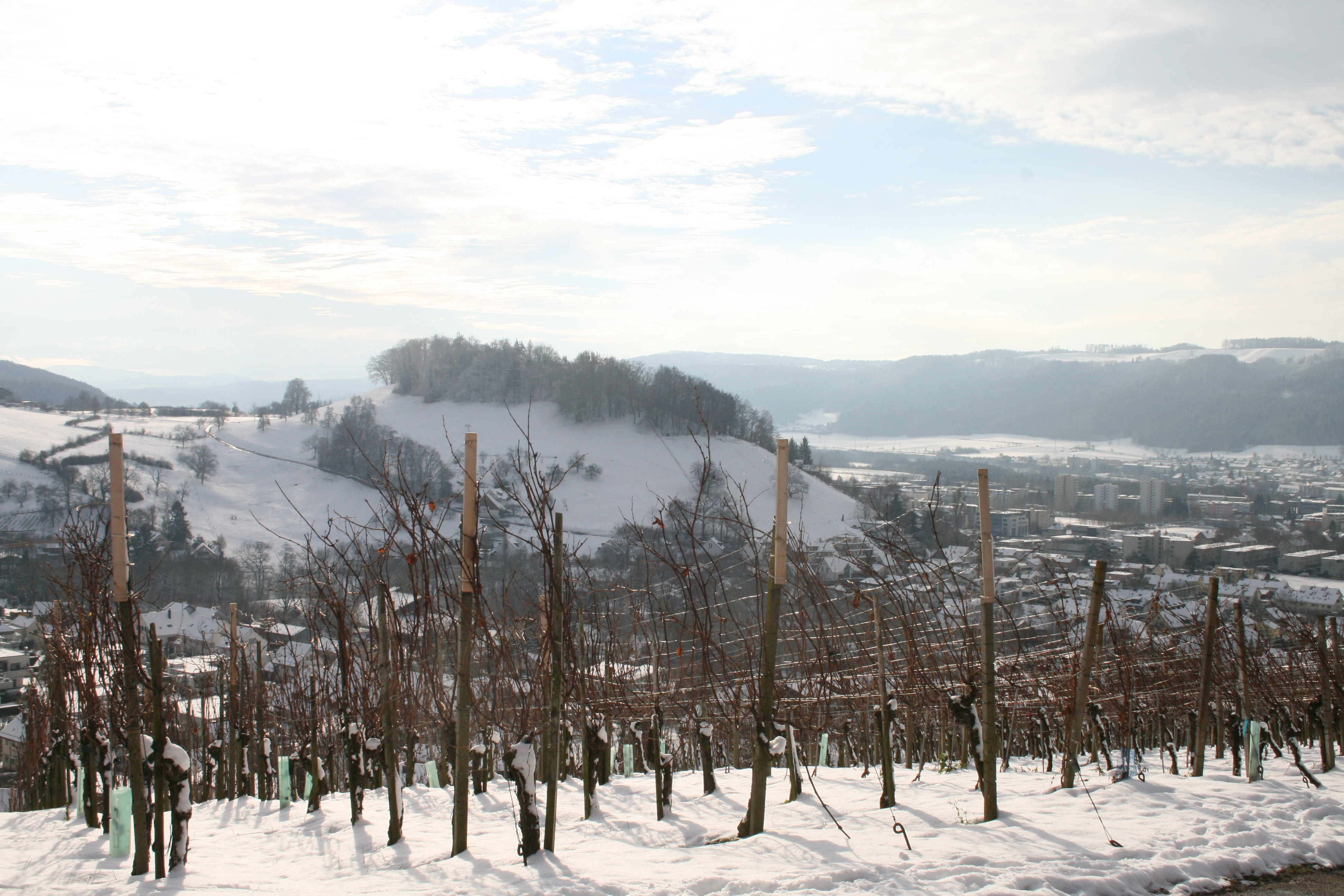
Blick auf die Limmatniederung und den vorgelagerten Sulperg

Bis zum Beginn des 20. Jahrhunderts wurden die Reben im so genannten Streusatz gezogen und ohne geordnete Reihenabstände. Die Stockdichte und die Reberziehung lässt sich heute nicht mehr einschätzen. Zu dieser Zeit wechselte man zunächst zum solitären Stickelbau, später zur Drahterziehung. Im Unterschied zu heute wurde regelmässige Bodenbearbeitung mit Hacke und Pflug betrieben, was die Bodenerosion förderte. Erst mit den 1960er Jahren stellte man auf Rebbergsbegrünung um. Nach anfänglicher Bodenlockerung und Grünsaat im Frühjahr wird heute die Bodenauflockerung der Natur überlassen – mit der Folge, viele Kräuter und Gräser zwischen den Reben vorzufinden. Seit Ende der 1980er Jahre orientiert man sich an der Massgabe der Eidgenössischen Forschungsanstalt Wädenswil und betreibt integrierte Produktion.
Von der einst grossen Fläche von 85 ha sind im Jahr 2018 noch 14,492 ha übrig geblieben, nachdem Parzelle um Parzelle der Bebauung gewichen ist. Die Weingärten befinden sich in 420 bis 520 m über dem Meer nur noch an den zur Limmat gerichteten Hängen der Lägern. Sie gelten als prädestiniert für Rotwein. Daher ist der Blauburgunder (75 %) als Hauptrebsorte vorherrschend, 10 Prozent sind mit Riesling × Sylvaner bestockt, die restlichen 15 % mit Spezialitäten wie Diolinoir, Malbec, Grauburgunder oder Räuschling.: S. 5

## Genossenschaft

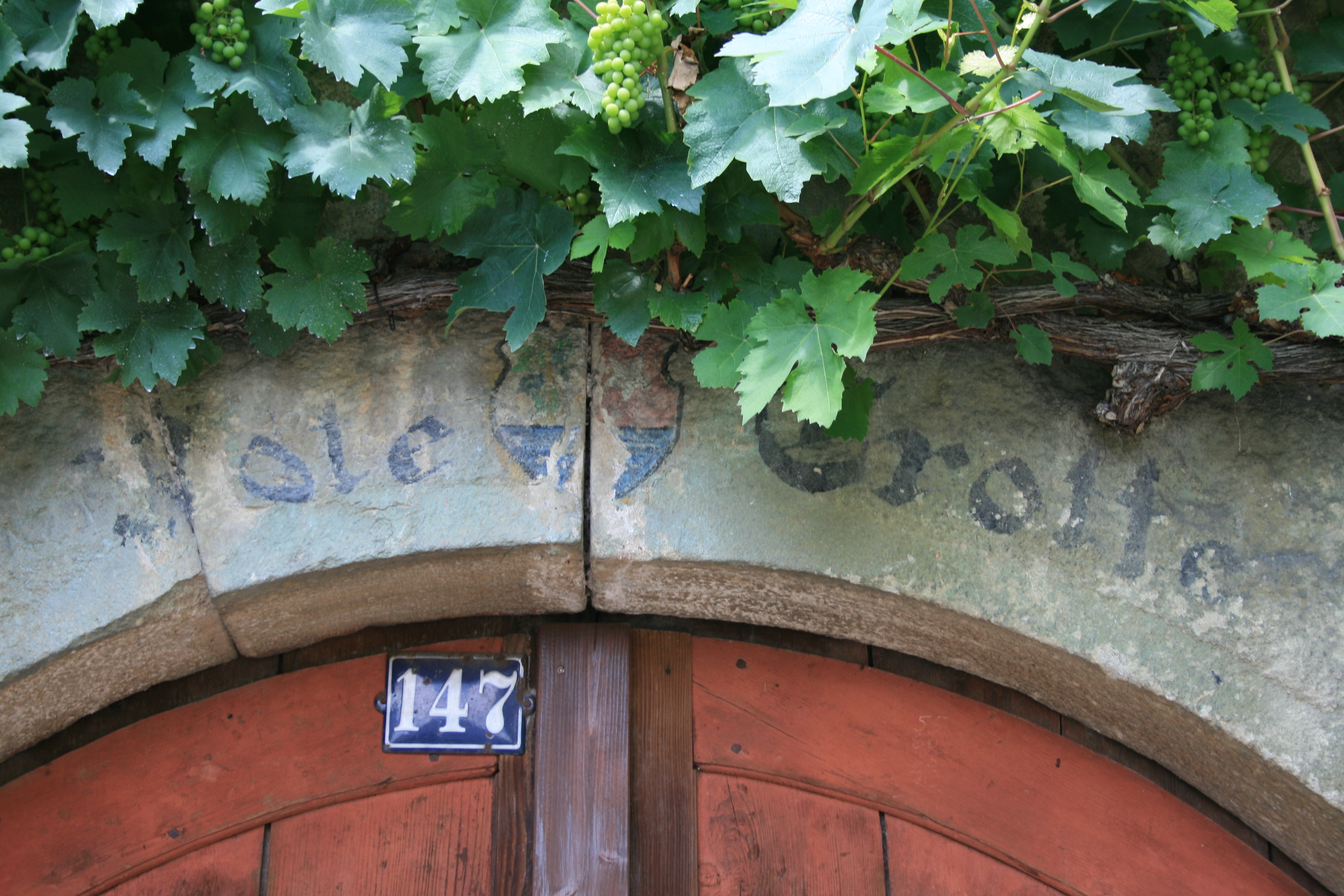
Rote Trotte in Wettingen

Die am 12. Oktober 1951 gegründete Weinbaugenossenschaft stand in der Nachfolge einer früheren, inaktiven und am 13. September des gleichen Jahres liquidierten Rebbaugenossenschaft. Das Gründungsprotokoll verzeichnet 43 Gründungsmitglieder; erster Präsident war August Unverricht, Kellermeister war Emil Voser. Die Finanzierung der Genossenschaft erfolgte teilweise mit Anteilscheinen zu je 50 Franken.
Für die ersten Jahre war wegen verschiedener Witterungseinflüsse kein Erfolg beschieden. 1956 war das schlechteste Ergebnis mit 607 kg Trauben und 452 Liter Wein. Erst mit dem Jahrgang 1958 konnten erstmals beachtliche Mengen eingefahren werden. 16'827 Liter Wein konnten gewonnen werden und brachten den Genossen zum ersten Mal Erträge. Der Jahrhundertsommer 1959 erbrachte 23'156 Liter bei bis zu 95 Grad Oechsle. Auch die Qualität war in diesen Jahren offensichtlich zufriedenstellend, denn die Nachfrage stieg beträchtlich. Erstmals 1964 konnte auf der Expo 64 in Lausanne drei Goldmedaillen errungen werden. Nach den Jahren der Grundinvestition konnten ab 1965 kontinuierlich Gewinne ausgeschüttet werden.: S. 12
Der Weinabsatz erfolgt heute grösstenteils direkt an private Kunden, während in den 1970er Jahren das Verhältnis zwischen Privaten und der Gastronomie etwa ausgeglichen war. Während 1952 die 7/10-Liter-Flasche CHF 2,50 gekostet hat, waren es 50 Jahre später CHF 12,—. Interessant ist auch der Vergleich der verkauften Weinmengen: In den ersten 30 Jahren wurden bei einem Durchschnittspreis pro Flasche von CHF 5,70 knapp 3 Mio. CHF Umsatz erzielt (48 % der Gesamtmenge in den ersten Jahren bis 2000), in den letzten 20 Jahren bis 2000 (52 % aller Jahre) gab es 7,2 Mio. CHF Umsatz. Unter Berücksichtigung der Teuerung müsste die 7/10-Liter-Flasche heute knapp CHF 17,— kosten, das durch Rationalisierungen verhindert werden konnte.: S. 19
Zentrale Anlaufstelle ist die Rote Trotte, die letzte der acht ehemals betriebenen Trottenn in Wettingen.

## Trotten

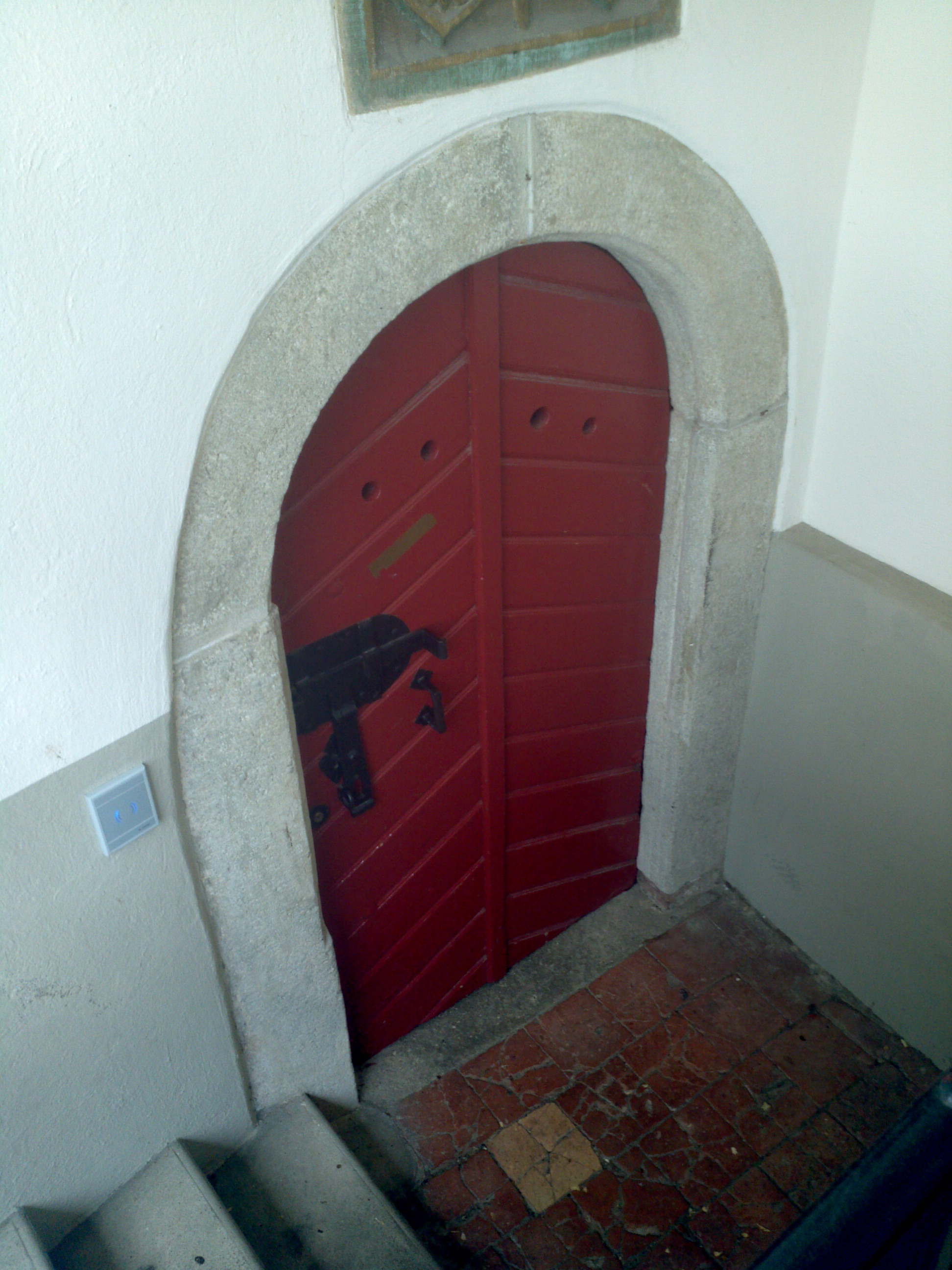
Trotteneingangstür des Klosters Wettingen

Alle Trotten wurden auf Veranlassung des Klosters Wettingen errichtet, das auch das Trotterecht ausübte. Nach der Säkularisation des Klosters gingen alle Trotten an neue Eigentümer:: S. 56
- Schartentrotte (Kaufpreis 1859: 4200 Fr.) 1938 wurde letztmals Wein gepresst
- Rote Trotte (Kaufpreis 1859: 2725 Fr.) ist seit 1943 im Besitz der Familie Steimer.
- Neue Trotte (Kaufpreis 1859: 4015 Fr.) steht wie die Rote Trotte unter Denkmalschutz, wird aber seit den frühen 1900er Jahren nicht mehr für die Weinerzeugung genutzt. Im Besitz der Gemeinde.
- Obere Trotte (Kaufpreis 1859: 2537 Fr.) wurde in ein Bauernhaus (Bergstrasse 36) umgebaut und noch bis 1950 als Trotte nutzbar.
- Letten-Trotte (Kaufpreis 1859: 1305 Fr.) seit 1874 keine Weinbereitung mehr (Empertstrasse 11); 1890 zur Hälfte abgetragen, anschl. Einbau einer Wohnung und eines Stalls.
- Salzbergtrotte (Kaufpreis 1859: 1866 Fr.) 1880 musste die Trotte für den Neubau eines Wohnhauses (Ecke Sulzbergstrasse-Bifangstrasse) weichen. An der Liegenschaft Bifangstrasse 3 ist der alte Torbogen eingebaut.
- Berg-Trödtlin (Bernhard-Trotte) (Kaufpreis 1905: 9300 Fr.) wurde ab 1905 in ein Altersasyl umgebaut[6] und ist noch heute ins Alterszentrum St. Bernhard integriert.
- Die achte Trotte befindet sich auf dem Klostergelände im sogenannten Langbau (→ Liste der Denkmale in Wettingen, dort WET023).